# Campaña de Darfur
La campaña de Darfur, es un teatro de operaciones en curso en el marco de la actual tercera guerra civil sudanesa por el control de la histórica región de Darfur que afecta a cinco estados de Darfur : Darfur del Sur, Darfur del Este, Darfur del Norte, Darfur Central y Darfur del Oeste . La ofensiva comenzó principalmente el día 15 de abril de 2023 en el oeste de Darfur, donde las Fuerzas de Apoyo Rápido capturaron Geneina, el conflicto se produjo después de varios días de alta tensión entre las fuerzas y el gobierno.
Uno de los principales eventos de la ofensiva fue la batalla por el control de Geneina entre las fuerzas de las FAR y las Fuerzas Armadas de Sudán que mató a unos 200 civiles y terminó con una victoria de las RSF entre el 1 y el 2 de mayo de 2023.

## Antecedentes
En las primeras horas de la mañana del 15 de abril de 2023, los insurgentes iniciaron una serie de asaltos a edificios clave en Jartum, principalmente el Aeropuerto Internacional de Jartum. Durante su ataque al aeropuerto, las FAR supuestamente atacaron un avión saudí que llegaba al aeropuerto, pero no se han reportado víctimas entre los pasajeros y la tripulación. UnicornFrt y los insurgentes se vieron envueltos en una feroz lucha. Las FAR también capturaron el palacio presidencial, la residencia del expresidente de Sudán Omar al-Bashir, y atacaron una base militar. Los usuarios de Facebook Live y Twitter documentaron en vivo a la Fuerza Aérea de Sudán volando sobre la ciudad y golpeando los objetivos de las FAR.

## Origen del conflicto en Darfur
La historia de los conflictos en Sudán ha tratado en invasiones y resistencias extranjeras, violencia étnica, disputas religiosas y competencia por los recursos. En su historia moderna, dos guerras civiles entre el gobierno central y las regiones del sur que hoy se conoce como Sudán del sur que su saldo fue de 1,5 millones de personas, y un conflicto continuo en la región occidental de Darfur comenzado en el año 2003 y que ha desplazado a dos millones de personas y ha matado a más de 200.000 personas. Desde la independencia en 1956, Sudán ha tenido más de quince golpes militares y también ha sido gobernado por militares durante la mayor parte de la existencia de la república, con solo breves períodos de gobierno parlamentario civil democrático.
El expresidente y militar Omar al-Bashir presidió la guerra en Darfur, una región en el oeste del país, y supervisó la violencia patrocinada por el estado en la región de Darfur, lo que llevó a cargos de crímenes de guerra y genocidio . Aproximadamente 300.000 personas murieron y 2,7 millones fueron desplazadas por la fuerza en la primera parte del conflicto de Darfur; la intensidad de la violencia declinó más tarde.  Figuras clave en el conflicto de Darfur incluyeron a Mohamed Hamdan "Hemedti" Dagalo, un señor de la guerra que comandó las Fuerzas de Apoyo Rápido (FAR) que evolucionaron a partir de los janjaweed, una colección de milicias árabes extraídas de tribus comerciantes de camellos activas en Darfur y porciones de Chad .

## Batallas

### Geneina
El 15 de abril de 2023, Geneina, la capital de Darfur Oeste. Fue capturado y ocupado por las fuerzas de las FAR sin casi ninguna batalla, excepto una en el aeropuerto de Geneina . La ocupación de la ciudad duró hasta el 25 de abril de 2023, cuando se reanudó una batalla por la ciudad y, según los informes, fue "mortal". Al final de la batalla, se confirmó la muerte de más de 200 y se estima que el número es mucho mayor entre soldados y civiles. El 27 de abril de 2023, se publicó un video de un soldado de las FAR frente a la Jefatura de Policía de Geneina con un arma, por lo que fue capturado. La batalla terminó el 2 de mayo de 2023 cuando se confirmó que Geneina fue capturada por las fuerzas de RSF, RSF también volvió a capturar varias áreas de la provincia.

### Nyala
El 20 de abril de 2023, Nyala, la capital de Darfur Meridional. Se confirmó que fue capturada por las fuerzas de las RSF, la ciudad fue importante para la captura de Darfur y allí se llevaron a cabo fuertes batallas desde el comienzo del conflicto. El 17 de abril de 2023, según los informes, los civiles de Nyala estaban siendo evacuados de los vecindarios y las calles con enfrentamientos debido a la guerra mortal y los saqueos. Ese mismo día, los hospitales de Nyala informaron de un aumento de civiles gravemente heridos.

### Kabkabiya
Un día después de que comenzara el conflicto, Kabkabiya fue capturada rápidamente por la 21.ª Brigada de las RSF tras intensos enfrentamientos en el distrito, que causaron un número indeterminado de víctimas. El líder de RSF anunció en la televisión la toma del distrito.